# ボーガンの安全な使用及び適正な管理の確保に関する条例
ボーガンの安全な使用及び適正な管理の確保に関する条例（ボーガンのあんぜんなしようおよびてきせいなかんりのかくほにかんするじょうれい）とはボーガン（クロスボウ）の管理について規制することを規定した兵庫県の条例。略称はボーガン規制条例。2022年3月15日に廃止された。

## 概要
この条例において「ボーガン」について、「弦を引いた状態に保持し、かつ、矢を装填する装置を備え、引き金を引くことにより当該矢を発射させることができる弓であって、当該引いた状態に保持された弦にかかる重量が30ポンド以上のもの」と定義された。
以下のことが規定されている。
- ボーガンを取得した日から14日以内に、氏名や住所、ボーガンの型式などを兵庫県知事に届け出ること
- 条例施行前又は県外転入者である所有者は施行日又は県外転入から30日以内に届け出ること
- ボーガンを譲渡や廃棄、紛失した場合は14日以内に届け出ること
- 兵庫県は使用者や販売事業者に対し、必要な事項の報告を求め、ボーガンの保管場所や事業所などに立ち入り調査できること
- 虚偽の報告をしたり調査を拒否したりした場合は5万円以下の過料を科すこと

2020年6月に発生した宝塚ボーガン殺傷事件を機に条例制定が検討され、同年10月5日に兵庫県議会で可決・成立し、同年12月1日に施行された。
2021年6月8日には、国においてもクロスボウの使用及び販売の規制、所持の許可制を定める改正銃刀法が成立した。規制では人の生命に影響を及ぼし得るものが対象。所持には都道府県の公安委員会の許可が必要となりスポーツ用、動物麻酔用などに限り許可を受けた用途以外での発射は認められない。また使用は安全性が確保が出来た場合のみに限られる。
改正銃刀法の施行に伴い、ボーガンの安全な使用及び適正な管理の確保に関する条例は、廃止された。